# Klonkina
Klonkina is een geslacht van uitgestorven kreeftachtigen uit de klasse van de Ostracoda (mosselkreeftjes).

## Soorten
- Klonkina cornigera Kruta, 1986 †
- Klonkina praecornigera Pribyl, 1988 †
- Klonkina thomae Schallreuter, 1991 †
- Klonkina uninodosa Pribyl, 1988 †